# Šinnosuke Hatanaka
Šinnosuke Hatanaka (japonsky 畠中 槙之輔, * 25. srpna 1995) je japonský fotbalista.

## Klubová kariéra
S kariérou začal v japonském klubu Tokyo Verdy. V roce 2018 přestoupil do nizozemského klubu Yokohama F. Marinos. Titul získal v roce 2019.

## Reprezentační kariéra
Jeho debut za A-mužstvo Japonska proběhl v zápase proti Bolívii 26. března 2019. Hatanaka odehrál za japonský národní tým celkem 7 reprezentačních utkání.

## Statistiky
| Japonsko | Japonsko | Japonsko |
| Roky     | Záp.     | Góly     |
| -------- | -------- | -------- |
| 2019     | 7        | 0        |
| Celkem   | 7        | 0        |